# Aciagrion gracile
Aciagrion gracile é uma espécie de libelinha da família Coenagrionidae.
Pode ser encontrada nos seguintes países: Angola, Botswana, Costa do Marfim, Gâmbia, Malawi, Moçambique, Nigéria, Tanzânia, Uganda, Zâmbia, Zimbabwe e possivelmente no Quénia.
Os seus habitats naturais são: florestas secas tropicais ou subtropicais, savanas áridas, savanas húmidas, rios, rios intermitentes, áreas húmidas dominadas por vegetação arbustiva, pântanos, marismas de água doce e marismas intermitentes de água doce.